# تک‌شاخ‌ماهی پوزه‌کوتاه
تک‌شاخ‌ماهی پوزه‌کوتاه (نام علمی: Naso brevirostris) نام یک گونه از سرده تک‌شاخ‌ماهی‌ها است.